# Großer Markt 15 (Perleberg)

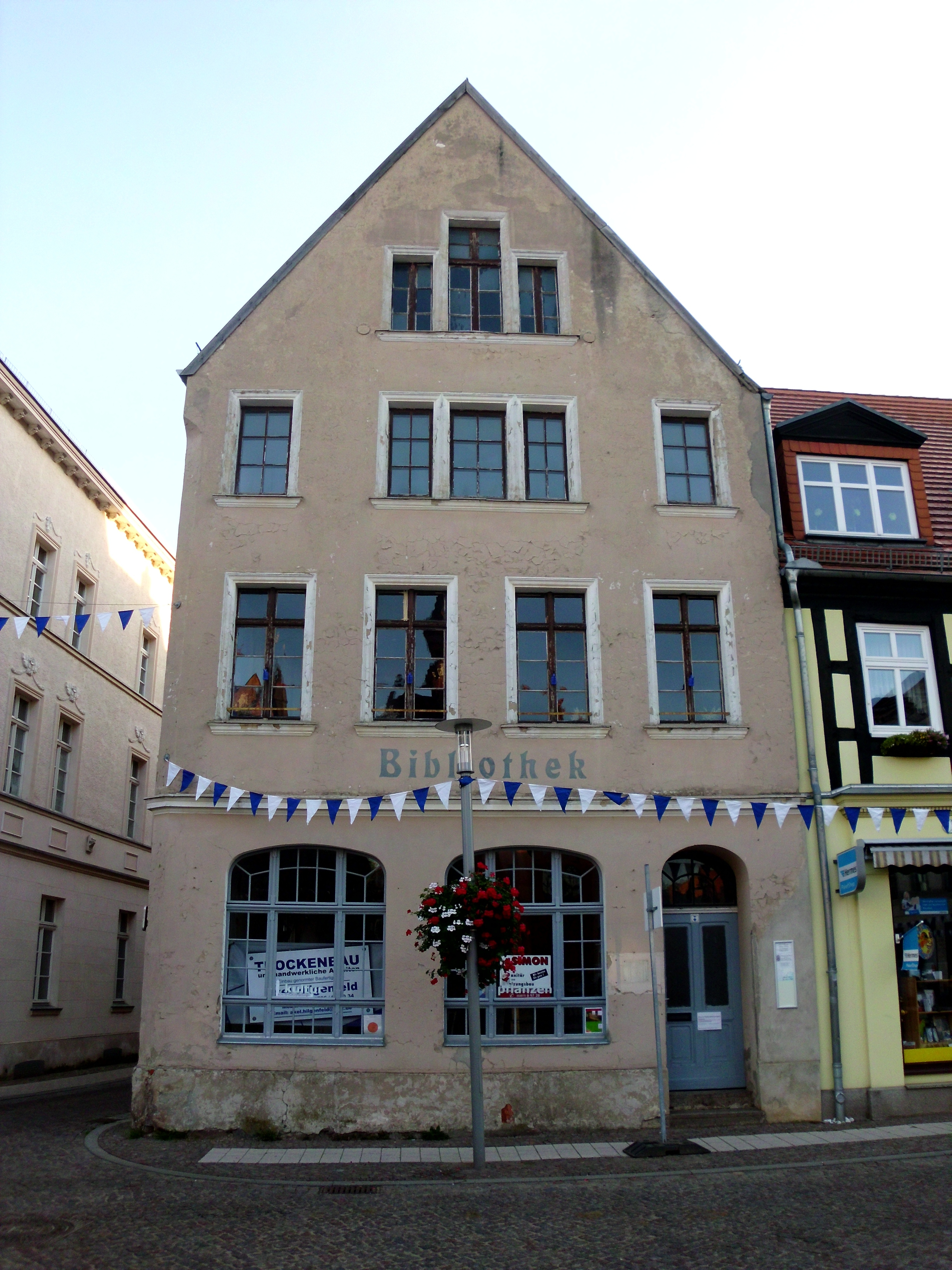
Großer Markt 15 in Perleberg

Das Haus Großer Markt 15 ist ein denkmalgeschütztes Bürgerhaus in der Stadt Perleberg in der Prignitz.

## Geschichte
Das Haus ist eines der historisch ältesten Häuser Perlebergs. Es wurde wahrscheinlich um 1400 als Steinbau mit Staffelgiebel erbaut. 1551 wurde es rückwärtig erweitert und um das Speichergeschoss aufgestockt. Heute ist im Haus das Roland-Café untergebracht.